# Sainte-Anne (Gers)
Sainte-Anne ist eine französische Gemeinde mit 125 Einwohnern (Stand 1. Januar 2022) im Département Gers in der Region Okzitanien. Sie gehört zum Kanton Gimone-Arrats und zum Arrondissement Condom. 
Sie grenzt im Nordwesten an Sarrant, im Nordosten an Brignemont, im Osten an Laréole, im Südosten an Ardizas, im Süden an Coulogne und im Westen an Saint-Georges.

## Bevölkerungsentwicklung
| Jahr                       | 1962 | 1968 | 1975 | 1982 | 1990 | 1999 | 2008 | 2016 |
| -------------------------- | ---- | ---- | ---- | ---- | ---- | ---- | ---- | ---- |
| Einwohner                  | 105  | 77   | 68   | 66   | 55   | 57   | 109  | 117  |
| Quellen: Cassini und INSEE |      |      |      |      |      |      |      |      |